# Erik de los Santos
Gonzalo Erik De Los Santos (Montevideo, Uruguay; 16 de enero de 1999) es un futbolista uruguayo. Juega de centrocampista y su equipo actual es el Unión La Calera de la Primera División de Chile.

## Trayectoria
Formado en las inferiores de Peñarol, De Los Santos fue cedido al Villa Española donde debutó en 2020. En 2021 firmó en el Racing de Montevideo.
Tras cuatro años en Racing, el centrocampista fichó en la Unión La Calera de la Primera División de Chile para la temporada 2025.

## Selección nacional
Formó parte del plantel que disputó el Campeonato Sudamericano Sub-20 de 2019.

## Estadísticas
Actualizado al último partido disputado el 24 de febrero de 2025.
| Club                     | Div.          | Temporada     | Liga  | Liga  | Copas nacionales | Copas nacionales | Copas internacionales | Copas internacionales | Total | Total |
| Club                     | Div.          | Temporada     | Part. | Goles | Part.            | Goles            | Part.                 | Goles                 | Part. | Goles |
| ------------------------ | ------------- | ------------- | ----- | ----- | ---------------- | ---------------- | --------------------- | --------------------- | ----- | ----- |
| Villa Española · Uruguay | 2.ª           | 2020          | 21    | 1     | —                | —                | —                     | —                     | 21    | 1     |
| Villa Española · Uruguay | Total club    | Total club    | 21    | 1     | 0                | 0                | 0                     | 0                     | 21    | 1     |
| Racing · Uruguay         | 2.ª           | 2021          | 25    | 3     | —                | —                | —                     | —                     | 25    | 3     |
| Racing · Uruguay         | 2.ª           | 2022          | 20    | 1     | —                | —                | —                     | —                     | 20    | 1     |
| Racing · Uruguay         | 1.ª           | 2023          | 21    | 1     | —                | —                | —                     | —                     | 21    | 1     |
| Racing · Uruguay         | 1.ª           | 2024          | 28    | 2     | —                | —                | 8                     | 0                     | 36    | 2     |
| Racing · Uruguay         | Total club    | Total club    | 94    | 7     | 0                | 0                | 8                     | 0                     | 102   | 7     |
| Unión La Calera · Chile  | 1.ª           | 2025          | 2     | 1     | 3                | 0                | —                     | —                     | 5     | 1     |
| Unión La Calera · Chile  | Total club    | Total club    | 2     | 1     | 3                | 0                | 0                     | 0                     | 5     | 1     |
| Total carrera            | Total carrera | Total carrera | 117   | 9     | 3                | 0                | 8                     | 0                     | 128   | 9     |

## Palmarés

### Títulos nacionales
| Título           | Club   | País    | Año  |
| ---------------- | ------ | ------- | ---- |
| Segunda División | Racing | Uruguay | 2022 |